# 来た、見た、勝った
「来た、見た、勝った」（きた、みた、かった 羅: Veni, vidi, vici, 古典ラテン語：ウェーニー・ウィーディー・ウィーキー）とは、共和政ローマの将軍・政治家のガイウス・ユリウス・カエサルが、紀元前47年のゼラの戦いの勝利を、ローマにいるガイウス・マティウスに知らせた言葉である。

## 概要
ローマ内戦において、カエサル率いるローマ軍がナイルの戦いでプトレマイオス朝のファラオのプトレマイオス13世らを破った後、小アジアに派遣していたグナエウス・ドミティウス・カルウィヌスがポントス王ファルナケス2世に敗北したという報せが届いた。
カエサルは6月にエジプトを発ち、途中シリアやキリキアの安定化に努めながらポントスに向かい、8月2日、ポントス西部のゼラでファルナケスと会戦した。戦闘は4時間程でカエサルが指揮するローマ軍の勝利に終わった。この時、ローマにいる腹心の1人ガイウス・マティウスに「来た、見た、勝った」と書いた手紙を送った。
カエサルの文体は、共にラテン文学の双璧とされるキケロとは対照的に、明瞭簡潔を特徴とするが、この「来た、見た、勝った」の三語は、その特徴をよく表すものである。

## 現代での引用
- たばこメーカー、フィリップモリスのエンブレムに書かれている。
- 1965年10月24日に行われた F1メキシコグランプリにおいて、日本チームのホンダが初優勝を飾った際、監督の中村良夫は、東京のホンダ本社宛に "Veni,Vidi,Vici." （来た、見た、勝った）と電報を送った[3]。
- 大阪の日本橋でんでんタウンにあった家電販売店「喜多商店」は、この言葉をもじった「来た、見た、買うた（こうた）」（晩年のCMでは「来た、見た、買った」と標準語での表現になっていた。）というキャッチコピーで知られた[4]。